# Barranc d'Eroles (Fígols de Tremp)
El barranc d'Eroles és un barranc del terme municipal de Tremp que s'origina dins de l'antic terme de Fígols de Tremp i va a abocar-se en el barranc de les Pasteroles, encara en el mateix terme municipal.
Es forma a 789 m. alt., per la unió del barranc de la Font Gran, i del dels Albars, des d'on davalla cap al sud-est, per anar a unir-se al barranc de les Pasteroles al nord del poble d'Eroles.